# Романув (гміна Єдлінськ)
Романув (пол. Romanów) — село в Польщі, у гміні Єдлінськ Радомського повіту Мазовецького воєводства.
Населення — 66 осіб (2011).
У 1975-1998 роках село належало до Радомського воєводства.

## Демографія
Демографічна структура станом на 31 березня 2011 року:
|          | Загалом | Допрацездатний вік | Працездатний вік | Постпрацездатний вік |
| -------- | ------- | ------------------ | ---------------- | -------------------- |
| Чоловіки | 26      | 8                  | 15               | 3                    |
| Жінки    | 40      | 11                 | 19               | 10                   |
| Разом    | 66      | 19                 | 34               | 13                   |